# Calínico (inventor)

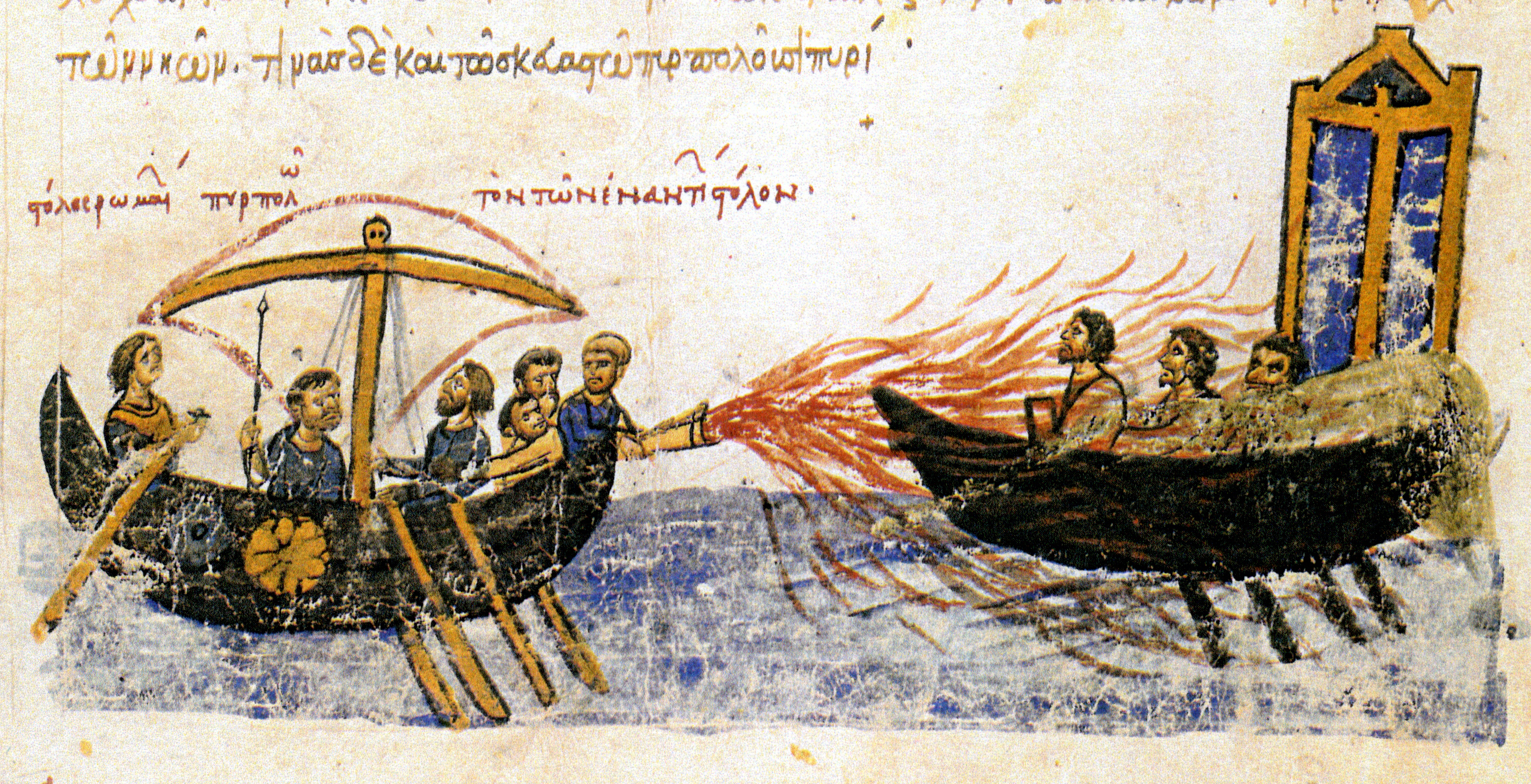
Uso del fuego griego, según un manuscrito bizantino.

Calínico (en griego: Καλλίνικος) fue un arquitecto e inventor griego bizantino originario de Siria del siglo VII, según la Cronografía de Teófanes, de Heliópolis (antiguo nombre de Baalbek) en el Líbano.
Se le atribuye la invención del fuego griego hacia 670. El fuego griego permitió a los bizantinos quemar la flota musulmana en Cícico y rechazar el asedio árabe de Constantinopla (sitio de 674-678).
Según Constantino Porfirogénito, Calínico era un refugiado sirio que llegó a Bizancio en época de Constantino IV y compartió su conocimiento del fuego líquido con los bizantinos. La fórmula de Calínico fue guardada celosamente en secreto y todavía se desconoce. Los ingredientes posibles incluyen resina, asfalto, sulfuro, nafta, cal viva fina y fosfato de calcio.